# Upadły
Upadły – wieś w północno-zachodniej Polsce, położona w województwie zachodniopomorskim, w powiecie kamieńskim, w gminie Golczewo, nad strugą Wołczką. Wieś leży między dwoma wzniesieniami, z których wyższe wschodnie nosi nazwę Lisia Góra.
W latach 1946–1998 miejscowość administracyjnie należała do województwa szczecińskiego. W miejscowości znajduje się kościół św. Józefa z 1863 roku. Jest tutaj także cmentarz poniemiecki, na którym znajdują się groby żołnierzy niemieckich z okresu II wojny światowej.